# Chantal Sutherland
Chantal Sutherland, (nacida el 23 de febrero de 1976 en Winnipeg, Manitoba) es una modelo, actriz, celebridad y jinete en carrera de caballos pura sangre canadiense.

## Bioigrafía
Hija de Hugo Sutherland. En sus comienzos integró el equipo nacional juvenil de hockey sobre césped en Canadá. Es graduada en comunicación y psicología por la Universidad de York. 
Logró más de 124 éxitos y fue votada en 2001 como el mejor jockey aprendiz de Canadá, algo que se repitió en 2002, cuando fue una de las deportistas femeninas mejor pagas de su país.
Es conocida por sus apariciones en el programa de telerrealidad Jockeys en Animal Planet. Participó en la serie de HBO, Luck.
Modeló para diferentes marcas, además de ser la chica del cartel para la pista de carreras del Hipódromo del Mar en California. Primera mujer en correr la Copa mundial de Dubái. Ha participado de más de 900 carreras hípicas. 
Elegida por la revista People como una de las cien personas más bellas. 
En 2012, contrajo matrimonio con el empresario Dan Kruse.